# رابرت کامینگز
رابرت کامینگز (انگلیسی: Robert Cummings; ۹ ژوئن ۱۹۱۰ – ۲ دسامبر ۱۹۹۰) یک هنرپیشه اهل ایالات متحده آمریکا بود.
از فیلم‌ها یا برنامه‌های تلویزیونی که وی در آن نقش داشته‌است می‌توان به ام را به نشانه مرگ بگیر، ردیف پادشاهان، تو و من، تازه‌به‌دوران‌رسیده‌ها و عصر وحشت اشاره کرد.

## زندگی شخصی و مرگ
او از سال 1971 تا 1987 با رجینا فونگ ازدواج کرد و دو سال بعد با مارتا برزینسکی (1932-2017) ازدواج کرد. سال بعد درگذشت.